# Pressereferent
Der Pressereferent ist ein Kommunikationsmanager, der für die Presse- bzw. Medienarbeit, manchmal auch weitere Teilgebiete der Öffentlichkeitsarbeit, in einem Unternehmen, einer Behörde oder anderen Organisationen zuständig ist. In vielen Unternehmen ist der Pressereferent Leiter der Pressestelle.
Im Gegensatz zum Pressesprecher steht der Pressereferent weniger im Blickpunkt der Öffentlichkeit. Er ist Ansprechpartner für Journalisten, gibt in der Regel aber keine Stellungnahmen im Namen seines Arbeitgebers ab.

## Ausbildung und Lehre
Public Relations (Öffentlichkeitsarbeit) wird heute an Universitäten und Fachhochschulen gelehrt, eine Ausbildung ist zudem in PR-Volontariaten in Unternehmen oder Agenturen möglich. Im Juli 2010 existierten in Deutschland elf PR-Masterstudiengänge, davon drei an Universitäten, fünf an Fachhochschulen sowie drei berufsbegleitende Angebote. An vielen Universitäten ist Public Relations Lehrbestandteil kommunikations- und medienwissenschaftlicher Bachelorstudiengänge. Teilweise kann PR als Studien- oder Vertiefungsschwerpunkt gewählt werden.
Durch die wachsende Relevanz von Tätigkeiten, die unter dem Begriff Öffentlichkeitsarbeit subsumiert werden können, schreitet auch die Professionalisierung des Tätigkeitsbereiches weiter voran. Damit einhergehend steigen auch die Anforderungen an zukünftige PR-Fachkräfte. Rekrutierten sich etwa in den 1980ern gerade einmal 41 % der PR-Fachkräfte aus Akademikern, stieg dieser Anteil Mitte der 1990er auf 79 % an und lag im Jahre 2012 bereits bei 83 %.
Neben einem Abschluss in einem Studiengang mit explizitem PR-Bezug und anschließendem Volontariat bzw. Trainee-Programm, stehen zudem zahlreiche Einstiegs- und Qualifizierungswege vor allem für Hochschulabsolventen, aber auch Quereinsteiger aus anderen Berufsfeldern, zur Wahl. So können unterschiedliche Abschlüsse und Zertifikate erworben werden, die nach entsprechenden Lehrgängen und Prüfungen ausgestellt werden. Die wichtigsten Institutionen, die solche Lehrgänge und Zertifikate anbieten und ausstellen, sind auf Initiative diverser größerer PR-Verbände ins Leben gerufen worden. Einer der wichtigsten Ansprechpartner hierzu ist die Akademie für Kommunikationsmanagement e. V., sowie die Prüfungs- und Zertifizierungsorganisation der deutschen Kommunikationswirtschaft (PZOK), die von den drei großen Kommunikationsverbänden Bundesverband der Kommunikatoren, Deutsche Public Relations Gesellschaft und Gesellschaft der Public Relations Agenturen gegründet wurde. Weiterhin kann seit 2005 über die IHK Köln der Abschluss Fachwirt/in Public Relations erworben werden.
Qualifizierungsmöglichkeiten werden zudem in Kompaktseminaren (z. B. durch das Deutsche Institut für Public Relations e. V.), Vollzeitlehrgängen (z. B. an der Journalistenakademie), berufsbegleitenden Lehrgängen (z. B. über die Deutsche Presseakademie), in berufsbegleitenden Studiengängen (z. B. an der Leipzig School of Media) oder auch als Fernlehrgang an Fern-Universitäten und -Schulen angeboten.